# Monumenta Serica
Monumenta Serica (chin. Huayi xuezhi 華裔學志, engl. Untertitel: Journal of Oriental Studies) ist eine internationale wissenschaftliche Zeitschrift der Sinologie. Ihr Name nimmt die ältere lateinische Bezeichnung für China auf: „Serica“ (Seidenland), abgeleitet von lat. „sericum“ (Seide).
Die Zeitschrift wird herausgegeben von dem Institut Monumenta Serica in Sankt Augustin. Träger des Instituts ist die deutsche Provinz der Steyler Missionare.
Sie veröffentlicht wissenschaftliche Artikel und Rezensionen von Sinologen aus aller Welt. Dabei setzt sie wenige thematische oder historische Beschränkungen, um so die ganze Vielfalt asiatischer Kulturen widerzuspiegeln. Zu den Kernthemen gehören Archäologie, Geschichte, Religion, Philosophie, Kunst und Literatur in China und benachbarten Ländern Ost- und Zentralasiens. Die Beiträge sind hauptsächlich auf Englisch, außerdem auf Deutsch und Französisch verfasst. Die Zeitschrift erscheint seit 2015 halbjährlich (gedruckt und digital).

## Geschichte
Die Zeitschrift wurde im Jahre 1935 an der Katholischen Fu-Jen-Universität in Peking von dem Steyler China-Missionar und Sinologen Franz Xaver Biallas (1878–1936) gegründet. Der Redaktion musste kriegsbedingt China verlassen und befand sich zeitweilig in Japan und in den USA. Seit 1972 ist ihr Sitz in Sankt Augustin.
Schriftleiter waren:
- Franz Xaver Biallas SVD
- Rudolf Rahmann SVD
- Heinrich Busch SVD
- Wilhelm Müller SVD
- Roman Malek SVD (bis 2012)
- Zbigniew Jan Wesołowski SVD (seit 2013)